# 13163 Koyamachuya
13163 Koyamachuya è un asteroide della fascia principale. Scoperto nel 1995, presenta un'orbita caratterizzata da un semiasse maggiore pari a 2,2825295 UA e da un'eccentricità di 0,0693002, inclinata di 10,58021° rispetto all'eclittica.